# Lupta la semicerc

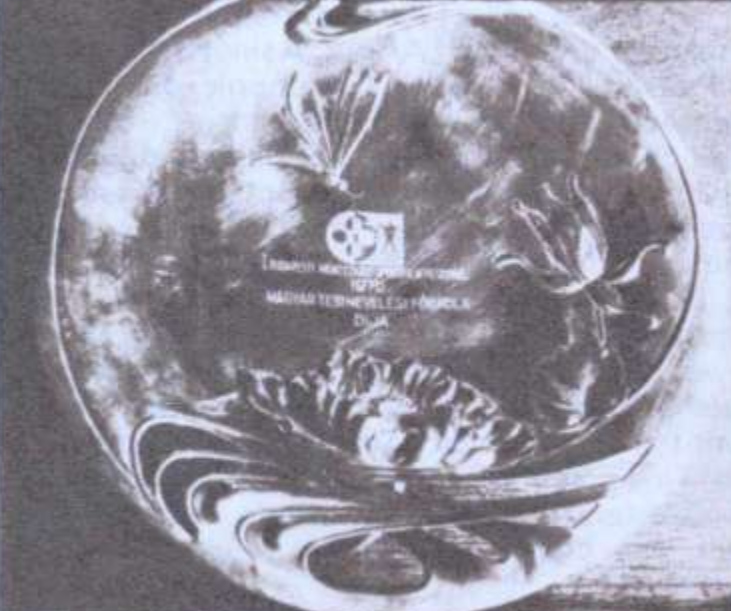
Premiul de la Festivalul Filmului Sportiv

Lupta la semicerc este un film românesc din 1969 regizat de Ervin Szekler. Filmul a fost premiat la Festivalul Filmului Sportiv din 1970 (Budapesta) cu premiul pentru cel mai bun film sportiv de instruire și educație.